# Tripudia bipars
Tripudia bipars is een vlinder uit de familie van de uilen (Noctuidae). De wetenschappelijke naam van deze soort is voor het eerst voorgesteld als Cobubatha bipars door George Francis Hampson in een publicatie uit 1910.
De soort komt voor in Argentinië.